# Chagannao'er (köping i Kina, lat 39,15, long 109,00)
Chagannao'er (kinesiska: 查干淖尔, 查干淖尔镇) är en köping i Kina. Den ligger i den autonoma regionen Inre Mongoliet, i den norra delen av landet, omkring 290 kilometer sydväst om regionhuvudstaden Hohhot. Antalet invånare är 5224. Befolkningen består av 2 315 kvinnor och 2 909 män. Barn under 15 år utgör 12,0 %, vuxna 15-64 år 81 %, och äldre över 65 år 5,0 %.
Genomsnittlig årsnederbörd är 530 millimeter. Den regnigaste månaden är juli, med i genomsnitt 154 mm nederbörd, och den torraste är januari, med 1 mm nederbörd.